# Gruppo di Ur
Il Gruppo di Ur è stato un sodalizio esoterico italiano rivelatosi a partire dal 1927, dal quale prese il nome la serie, a cadenza mensile,  dei fascicoli di "UR" (1927-28). Il nome viene dall'espressione fonetica u-r, esistente nel caldeo e nel runico col significato rispettivamente di fuoco e di toro o ariete, oltre che come prefisso «ur-» nel tedesco a indicare qualcosa di primigenio, di antico.

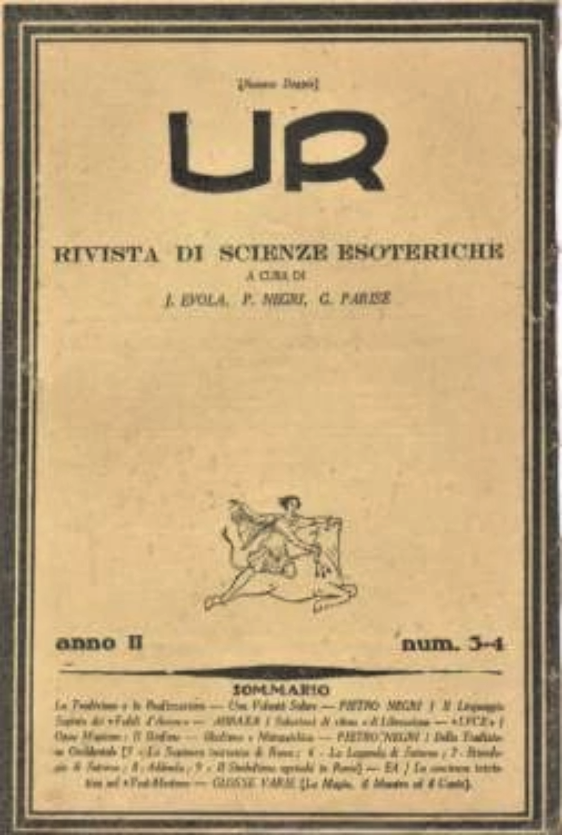
Frontespizio della rivista UR, con l'emblema del dio Mithra.

## Storia
Il Gruppo apparve nel gennaio del 1927. Dal romanzo Amo dunque sono di Sibilla Aleramo tuttavia, ch'ella pubblicava in quell'anno rievocando proprie vicende sentimentali e intellettuali nel 1925-26 con Julius Evola e Giulio Parise, si deduce che il Cenacolo iniziatico era attivo almeno dal 1926.
Fondato da Julius Evola, tra i primi aderenti vi furono anche Arturo Reghini, portatore dell'indirizzo neopitagorico della Schola Italica di Armentano, e Giovanni Colazza, discepolo di Rudolf Steiner, appartenente al solco dell'esoterismo cristiano. Costoro accolsero attorno a sé varii cercatori votati all'ascesi iniziatica, uniti dalla condivisione di analoghi studi esoterici, per rivitalizzare la tradizione perenne degli antichi misteri.
Julius Evola fu il primo direttore della rivista UR. La consistenza del Gruppo è rimasta celata ma si stima tra le dodici e le quindici persone. Evola rapidamente allargò la sua influenza sulla rivista del Gruppo, fino a esautorarne al termine del 1928 Arturo Reghini e il discepolo di questi Giulio Parise. Forti dissapori personali con Parise avevano difatti condotto a una scissione nel gruppo stesso, dopo la quale, nel gennaio del 1929, Evola fondò una nuova rivista dal nome Krur.
Il Gruppo di Ur si dichiarava indipendente da scuole o tendenze esoteriche formatesi in epoca moderna e contemporanea, come la teosofia, la massoneria, lo spiritismo, ecc., richiamandosi semmai a una tradizione universale anteriore a forme dottrinali particolari. Oltre ad ermetisti e kremmerziani, al suo interno furono accettati pure alcuni cattolici e una significativa componente di steineriani, la cui antroposofia, rigettando ogni sorta di medianità a favore di un approccio «solare» il più possibile attivo e cosciente ai temi dell'occulto, ispira senza dubbio gran parte degli aderenti al Gruppo.

### Obiettivi del Gruppo
Già nel 1925 Evola aveva auspicato la formazione di un'«élite spirituale» quale rimedio ai tumulti sociali dell'epoca, per un fascismo della «potenza» anziché della «violenza», capace di guidare le masse piuttosto che inseguire il loro favore. Come riferisce lui stesso, l'obiettivo del Gruppo di Ur fu duplice:
1. suscitare una forza sovrasensibile capace d'aiutare i singoli membri nel lavoro di sviluppo dei propri poteri spirituali;[13]
2. indirizzare questa forza superiore, già individualizzata, verso l'ambiente sociale generale, rettificando dietro le quinte della storia tutte le altre forze influenti nel proprio tempo.[13]

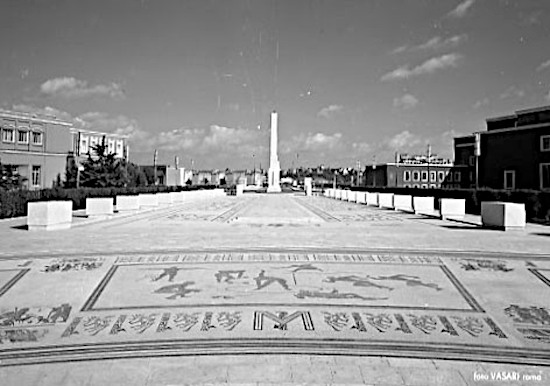
Architetture al Foro Italico ispirate al culto della romanità.

Vennero costituite filiali operative del Gruppo a Roma e in altre città della Penisola: le cosiddette «catene», ossia energie collettive basate su intenti ed esercizi comuni, delle quali risulta maggiormente descritta solo quella nella città di Genova, di cui sono ignoti i componenti della catena, se non che fosse costituita da cinque persone e che il suo direttore era un ex appartenente alla "Fratellanza di Myriam" fondata da Giuliano Kremmerz. Queste catene, presenti anche in altre tradizioni esoteriche, come i Rosacroce, sono formate da gruppi di persone legate da una trasmissione iniziatica, che si riuniscono per riallacciare il contatto individuale diretto col mondo celeste, e per cercare di influenzare anche persone ed eventi.
A questo riguardo Evola annota nella sua autobiografia Il cammino del Cinabro come lo stesso Mussolini avesse temuto il pericolo di un'azione magica a distanza nei suoi confronti da parte del Gruppo di UR, cosa che sarebbe pure stata in loro potere, fino a quando non conobbe il reale scopo, esclusivamente spirituale, delle catene.
Il Duce del resto aveva già subito tre attentati a partire dal 1926, ai quali non sarebbero state estranee certe «piste» occultistiche. Per quanto riguarda l'operatività del Gruppo, in realtà, secondo Gary Lachman si sarebbero effettivamente svolti dei rituali per influenzare semmai il fascismo e farvi affluire lo spirito guerriero e virile dell'antica Roma; non si trattava in ogni caso di un ritorno al paganesimo nelle sue forme esteriori e dogmatiche, bensì di un recupero del nucleo esoterico e primordiale della tradizione italico-romana.

### Avversari e simpatizzanti
Il Gruppo di Ur attirò sia avversari che simpatizzanti. In ambito cattolico esso venne attaccato nel 1927, dalle pagine di Studium, da Giovanni Battista Montini, futuro papa Paolo VI e al tempo assistente centrale ecclesiastico della FUCI, con l'accusa «di abuso di pensiero e di parole, [...] di aberrazioni retoriche, di rievocazioni fanatiche, di superstiziose magie».
Tra i fautori del Gruppo invece si è inteso annoverare nei suoi stessi membri, impropriamente dato che durante il periodo in cui fu attivo ella già si trovava, notoriamente, in Egitto e da lì non fece mai più ritorno in Italia, Maria de Naglowska, occultista russa amica di Evola e teorizzatrice della magia sessuale, che sino alla metà degli anni '20 aveva vissuto a Roma.
Attento studioso degli scritti esoterici-iniziatici di UR fu inoltre l'antropologo Mircea Eliade, come si evince da un suo racconto terminato di comporre nel 1941. Il suo interesse verso il gruppo si spiega facilmente come aspetto del suo interesse giovanile verso ogni espressione di arcane dottrine, occidentali come dell'antico Oriente indiano.
La firma dei Patti Lateranensi nel 1929, con la conseguente scomparsa di atteggiamenti anticlericali da parte del fascismo e il suo avvicinamento politico al Vaticano, vanificarono la possibilità da parte del Gruppo di Ur di promuovere una trasformazione del fascismo causando al sodalizio vari problemi, che portarono al suo scioglimento.
Dopo la seconda guerra mondiale un altro sodalizio tentò di riprendere in Italia l'attività del Gruppo di Ur: il Gruppo dei Dioscuri, il quale operò a Roma, Napoli, Messina e Milano, e diversamente dal Gruppo di Ur, ebbe al centro del proprio intento operativo la "tradizione romana prisca".
Il nome del gruppo ed il suo significato secondo G.B. Forster "ha indubitabilmente ispirato ad Umberto Eco" la definizione di Ur-fascismo, da lui descritto in un articolo sul New York Review of Books del 1995, in cui discute e descrive gli aspetti attorno ai quali il fascismo si forma e si coagula.

## La rivista

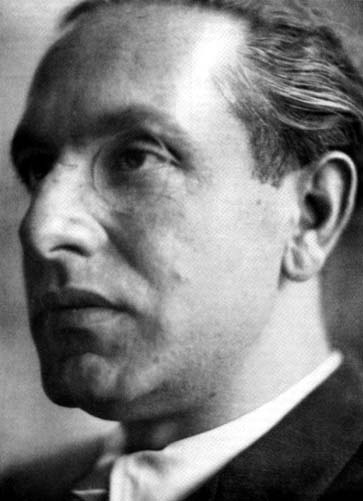
Julius Evola

Espressione dei lavori interni al Gruppo di Ur fu la rivista, nella quale gli autori degli articoli si firmavano con uno pseudonimo, perché piuttosto che pubblicizzare la propria persona preferivano diffonderne il pensiero. Direttore della rivista fu Julius Evola come appare sulla copertina del 1927; insieme ai "curatori" Pietro Negri (alias Arturo Reghini) e Giulio Parise in quella del 1928; di nuovo e solamente Evola nel 1929, quando il nome della rivista fu cambiato in KRUR.

### UReKRUR
Nelle riviste di UR e KRUR vennero pubblicati parecchi testi ermetico-alchemici come la Turba philosophorum, altri di natura filosofica e rituale di varia provenienza. Vi sono testi antichi come l'APATHANATHISMOS, rituale di Mithra noto anche come Gran Papiro Magico di Parigi, la prima traduzione italiana di "LUCE" , dall'originale greco confrontato con la versione tedesca di Dietercich e con quella inglese del Mead,  con introduzione e commento di EA, LEO, LUCE e Pietro Negri," esso conterebbe l'unico rituale degli antichi Misteri che sia pervenuto completo fino a noi, in una redazione che data con ogni probabilità al principio del quarto secolo d.C." ; estratti dal de Mysteriis di Giamblico, i Versi d'oro di Pitagora, uno scongiuro magico pagano, Massime di saggezza pagana di Plotino, rinascimentali (De Pharmaco Catholico, un codice "plumbeo" alchemico italiano, la Clavis Philosophiae Chemisticae di Gerard Dorn, La dignità dell'uomo di Pico della Mirandola), moderni (brani tratti da Il Golem e Il volto verde di Gustav Meyrink, il saggio Prospettive tratto da Musica delle fonti di Otokar Březina), testi di Aleister Crowley, Giuliano Kremmerz e orientali (un brano del primo capitolo del Kulārṇava Tantra, alcuni passi del Majjhima Nikaya, brani dal mantra tantrico Shri chakra sambhara, tre canti di Milarepa).
La rivista uscì con il nome di Ur negli anni 1927 (10 fascicoli, di cui due doppi) e 1928 (8 fascicoli, di cui quattro doppi), mentre il 1929 vide la fine della fase operativa del Gruppo con l'uscita di Reghini e Parise, coi quali rimase concorde anche Aniceto Del Massa. Reghini e Parise vennero tacciati da Evola di voler mettere la rivista sotto il controllo diretto della massoneria del Grande Oriente d'Italia (le cui logge peraltro erano già state sciolte da anni e di fatto erano in esilio). 
La pubblicazione della rivista, sempre sotto la direzione di Evola, riprese col cambio di nome in Krur (8 fascicoli, di cui due doppi), pubblicando interventi anche di autori che lo avevano abbandonato ma dei quali il barone possedeva ancora vari testi. Tutto ciò, portò ad una breve battaglia legale con Reghini il quale accusò Evola di diffamazione e plagio.  Il nome della nuova rivista era tratto dal sumero k-r, k-u-r ossia residenza, casa, montagna e forza, e i suoi contenuti includevano anche una componente nazionalistica. 

### Cessazione delle attività
Nel dicembre 1929 fu pubblicato l'ultimo numero di Krur, sul quale Evola annuncia ufficialmente lo scioglimento del Gruppo, in cui del resto già non operavano più le catene magiche dei due anni precedenti, col proseguimento della propria attività filosofica su nuova rivista dal titolo La Torre, della quale saranno editi 10 numeri (dal febbraio al giugno 1930): questa fu poi indotta a chiudere, a seguito di un intervento di Achille Starace, per certe prese di posizione ostili all'operato del regime fascista.
Alla rivista La Torre collaborarono alcuni aderenti al Gruppo di Ur: Guido De Giorgio (con lo pseudonimo di Zero), Girolamo Comi, Domenico Rudatis, Emilio Servadio. La vedova di Arturo Onofri, deceduto alla fine del 1928, acconsentì alla pubblicazione sulla Torre di una lirica del poeta e antroposofo, amico d'Evola.

### Riedizioni
I fascicoli di Ur e Krur furono ripubblicati, con forti modifiche redazionali dei testi originali operate da Julius Evola, nel 1955-1956 in tre volumi da parte dell'editore Bocca, sotto il titolo di Introduzione alla Magia, con la revisione dell'orientalista Paul Masson-Oursel.  Una seconda edizione risale al 1971, e fu prodotta dalle Edizioni Mediterranee con lo stesso titolo.
Nel 1987 anche le Edizioni I Dioscuri ripubblicarono i tre volumi di Bocca. Tutte e tre queste riedizioni risentono delle modifiche introdotte da Evola. L'editrice Tilopa di Roma ha pubblicato negli anni 1980-1981 la ristampa anastatica dei fascicoli originali. Quest'attività editoriale testimonia tuttora l'interesse che tali fascicoli suscitano negli occultisti e talora in gruppi politici per lo più di destra.

## I membri
Gli pseudonimi dietro cui si celavano i membri del Gruppo di Ur sono stati in parte svelati, tra gli altri, dalle ricerche di Gianfranco de Turris, e Renato Del Ponte.
Di seguito un elenco di coloro che ne fecero parte o collaborarono alle riviste di Ur e Krur (tra parentesi il loro nome simbolico utilizzato per firmare, secondo l'idea dell'«impersonalità attiva»):
- Giovanni Colazza (Leo,[40] e forse Breno e Krur)[43] antroposofo, discepolo diretto di Rudolf Steiner.
- Giovanni Antonio Colonna di Cesarò (Breno e Krur,[41] oppure Arvo),[43][44]  antroposofo, discepolo diretto di Rudolf Steiner.
- Girolamo Comi (Gic),[40] poeta cattolico amico di Arturo Onofri.
- Guido De Giorgio (Havismat),[40] cattolico, prima vicino al pensiero di René Guénon, poi seguace di Pio da Pietrelcina.
- Aniceto Del Massa (Sagittario,[41][43] ma secondo Iacovelli sarebbe un'identificazione erronea),[45] amico e discepolo di Arturo Reghini, pitagorico[46], poi antroposofo.
- Julius Evola (Agarda, Arvo,[47] Ea, Iagla).[40]
- Nicola Moscardelli (Sirio, Sirius),[41] poeta cattolico ispirato dalla poetica di Onofri.
- Roggero Musmeci Ferrari Bravo (Ignis), il cui nome non compare però nelle riviste.
- Arturo Onofri (Oso),[40] poeta, antroposofo.
- Giulio Parise (Luce),[40] massone.
- Ercole Quadrelli (Abraxa, Tikaipos),[40] kremmerziano e affiliato alla Myriam.
- Arturo Reghini (Pietro Negri,[40] una sola volta Henìocos Àristos),[48] pitagorico e massone.
- Corallo Reginelli (Taurulus),[40] prima antroposofo, poi ermetista.
- Domenico Rudatis (Rud),[40] alpinista ed esoterista.
- Massimo Scaligero (Maximus),[40] antroposofo, discepolo diretto di Giovanni Colazza, già connesso con Arturo Reghini dalla prima metà degli anni 20.
- Emilio Servadio (Es),[40] psicanalista di indirizzo freudiano, poeta.[49]
- Roberto Pavese (APRO), filosofo, studioso di metapsichica (anche in collaborazione con Emilio Servadio).[senza fonte]
- Raffaello Prati, poeta.[senza fonte]

Sulla rivista KRUR scrisse anche Agnostus, dietro il quale si celerebbe l'esoterista francese René Guénon, il cui articolo sui simboli iperborei del cinghiale e dell'orsa, incorporato in una sua raccolta successiva, avrebbero ispirato alcuni versi del cantautore Franco Battiato.
Altre persone, delle quali non si conoscono i nomi, firmarono con gli pseudonimi di: Alba, Apro, Arom, Nilius, Primo Sole, Zam. 
Un altro nome enigmatico, Ekatlos, riconducibile a una donna, o forse a Leone Caetani, fu l'autore di un articolo intitolato La "Grande Orma", contenente l'esplicita affermazione che la vittoria italiana nella prima guerra mondiale e l'avvento successivo del fascismo sarebbero stati propiziati da alcuni riti etrusco-romani, compiuti a seguito di un misterioso ritrovamento di antichi reperti magici.
Secondo Renato del Ponte, in base a testimonianze orali risultano aver fatto parte del Gruppo di Ur (non scrivendo però sulla rivista) anche l'ingegnere aretino Moretto Mori e Amerigo Bianchini, entrambi amici di Reghini (dopo l'espulsione di Guido Bolaffi, Bianchini divenne il Maestro venerabile della loggia "Hermes" di Firenze, facente parte del Rito Filosofico Italiano).

## L'approccio alla via iniziatica

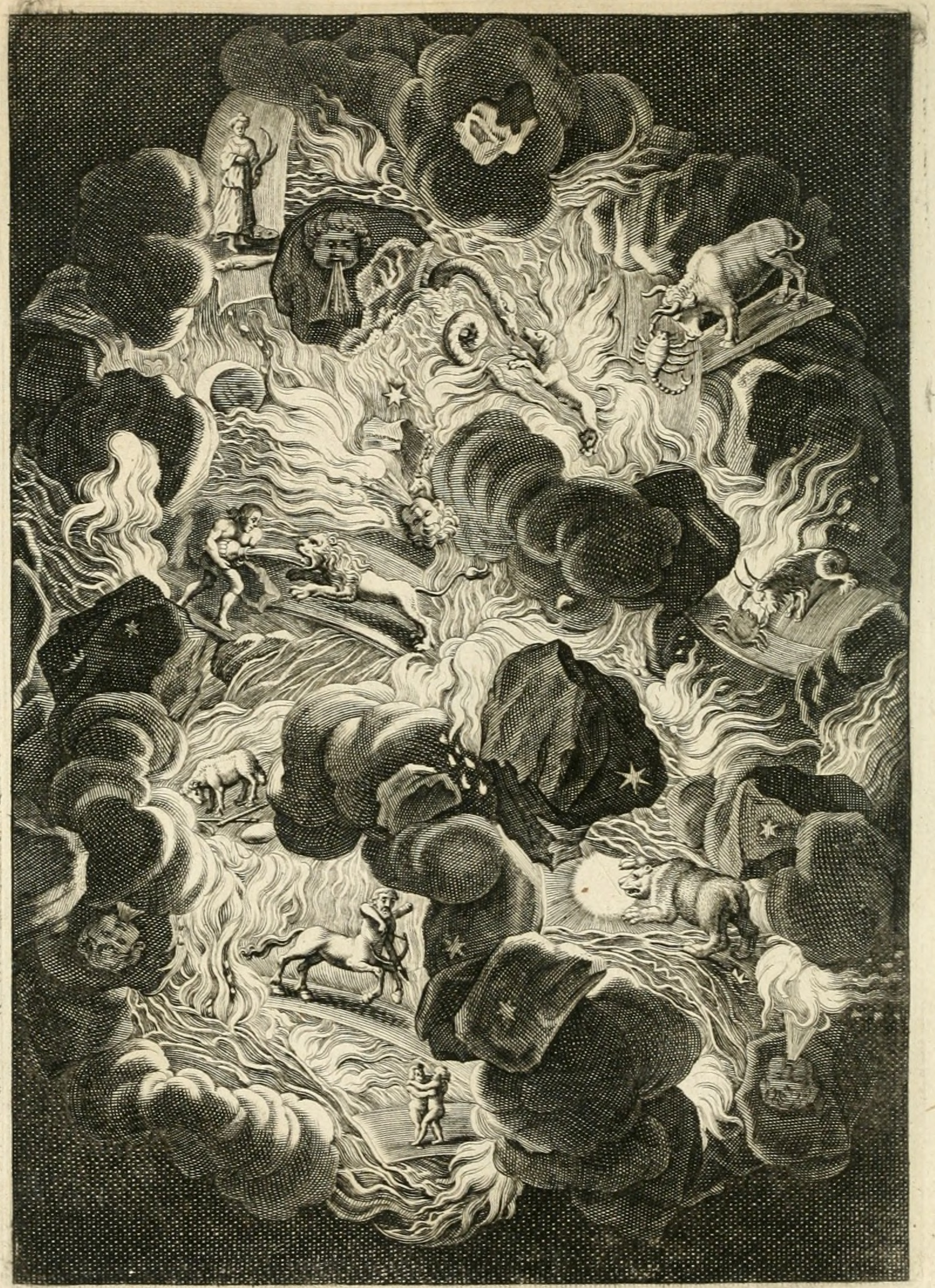
Il fuoco primigenio, in una stampa seicentesca.

L'approccio del Gruppo di Ur alla via magica e iniziatica si basa sulla distinzione alchemica fra i tre principi spagirici, ovvero zolfo, mercurio e sale, da intendere come archetipi primordiali operanti nella realtà, che si traducono in diverse modalità di percorso, quella «secca» e quella «umida»:
- lo zolfo simboleggia la volontà, la potenza ignea e solare riferita a un centro fisso e immutabile;
- il mercurio rappresenta viceversa l'umidità, la passività, e la mobilità, ovvero la capacità di adattamento;
- il sale infine costituisce l'elemento mediatore tra i due precedenti principi altrimenti inconciliabili, realizzandone il «matrimonio chimico».

Il Gruppo di Ur privilegiava soprattutto l'elemento sulfureo e volitivo, basato sulla determinazione e la dedizione eroica al sacro, mentre l'aspetto mercuriale, tipico dell'attitudine religiosa e morale del misticismo, fu poco praticato.
La stessa etimologia di Ur denota come l'opera magica fosse incentrata sul regime del fuoco, quindi sulla «via secca», che a differenza dell'umida presuppone l'assoluta consapevolezza dell'Io del proprio compito, la sua incrollabile disposizione a dirigere da sé medesimo la propria ascesi, finalizzata a slegare progressivamente la coscienza dal supporto dei sensi fisici.
Si tratta d'altro canto di una via complementare a quella umida, nella quale, come afferma Evola, «si brucia con l'Acqua», mentre «nell'altra si lava col Fuoco».

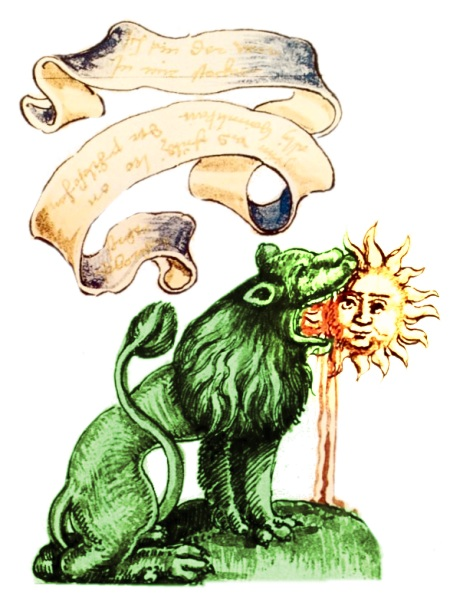
Il leone verde che divora il Sole, uno dei simboli alchemici della brama primordiale che tutto pervade.

La caratteristica del mistico è di attribuire a tutto ciò un significato religioso e morale, anziché pragmatico e tecnico.
Manca, in altre parole, l'attitudine scientifica e manca chi diriga l'operazione (il "regime del Fuoco") sapendo perfettamente perché fa ciò che fa - come accade invece nella "via secca". Considerando che lo scopo positivo è di produrre quello stato di "esaltazione", nel quale avviene il "salto" e l'"uscita" [...], tutti i metodi, dato che riescano, sono da dirsi egualmente legittimi.»
(Arvo ed Ea, La dottrina esoterica dei centri segreti del corpo in un mistico cristiano, 1928)

Il ricorso alle cosiddette «acque corrosive» o «solventi» per accelerare la trasformazione della coscienza fu oggetto di particolari avvertimenti da parte di Abraxa, uno degli esponenti del gruppo, il quale metteva in guardia dal pericolo di bruciare lo zolfo con un fuoco eccessivo, dovuto alla brama di vita che pervade l'universo, compresi gli umani, generando e consumando perennemente se stessa. Si tratta di una forza primordiale spesso assimilata a un drago o al serpente uroboros, che col suo incanto dà vita agli esseri per poi divorarli. Conoscere questa potenza indifferenziata, comprendendo che nulla appartiene all'Io, significa non restarne soggiogati per poterla trasmutare in strumento di elevazione spirituale.
(Abraxa, La conoscenza delle acque)

## Opere
- Introduzione alla magia (1971), volume primo, Roma, Mediterranee, 20044 ISBN 978-8827209592.
- Introduzione alla magia (1971), volume secondo, Roma, Mediterranee, 20063 ISBN 978-8827201732.
- Introduzione alla magia (1971), volume terzo, Roma, Mediterranee, 20063 ISBN 978-8827209608.